# Мутинди, Педро
Педро Мутинди (родился 30 июня 1954 года в поселке Мутано (провинция Кунене) — ангольский политический деятель.
По окончании средней школы Мутинди рано оставил учебу, чтобы работать на строительстве в Анголе и Намибии.
По возвращении на родину с 1973 по 1975 годы он преподавал в начальной школе. В 1974 году, в возрасте двадцати двух лет, Мутинди начал политическую деятельность, вступив в Умбе в партию МПЛА. , о которой узнал через программу «Сражающаяся Ангола». На протяжении двух лет он скрывался в Мукопе из-за конфликта с вооруженными формированиями УНИТА.
С тех пор он не переставал бороться за идеалы независимости и революции в Анголе, занимал различные партийные и государственные должности, в 1977 году был назначен членом провинциального совета МПЛА и принимал участие в работе комиссии по подготовке первого съезда партии. В 1978 году получил должность комиссара муниципалитета Каама, а год спустя стал комиссаром провинции Кунене. В 1980 году его выбрали в депутаты и назначили президентом Провинциальной Народной Ассамблеи в Кунене, в 1984 году он стал депутатом Народной Ассамблеи, через год вошел в состав Центрального комитета МПЛА , а в 1990 году стал членом политбюро партии.
С 1983 до 2008 года, когда его избрали в Национальную Ассамблею, Педро Мутинди был губернатором провинции Кунене , где, как и повсюду на юге Анголы, он пользуется большой популярностью. В настоящее время он является министром гостиничного хозяйства и туризма в правительстве Жозе Эдуарду душ Сантуша. Цель управляемого им министерства: добиться, чтобы развитие туризма в Анголе не только укрепляло связи между её обитателями, но и стало двигателем национальной экономики, приводя к увеличению предпринимательской активности и появлению множества рабочих мест для повышения качества жизни граждан страны. Для этого ведется серьезная работа по созданию и обновлению гостиничной инфраструктуры.
Педро Мутинди удостоен медали Труда, медали Ангольско-кубинской дружбы и медали «50 лет основанию партии МПЛА».